# Nadia Romeo
Nadia Romeo (Rovigo, 23 giugno 1971) è una politica italiana, dal 9 luglio 2024 deputato alla Camera per il Partito Democratico.

## Biografia
Figlia del senatore socialista Domenico Romeo, si è diplomata al liceo classico e laureata in scienze politiche, dal 2002 è una consulente del lavoro. 
Aderente al Nuovo PSI, nel 2003 viene nominata assessore all'ambiente e al decentramento dei servizi nella giunta comunale di Rovigo guidata da Paolo Avezzù, dimettendosi due anni dopo nel 2005, per dissidi all'interno della maggioranza di centro-destra, aderendo poi ai Socialisti Democratici Italiani di Enrico Boselli.
Alle elezioni amministrative del 2006 si candida al consiglio comunale di Rovigo, nella lista I Socialisti a sostegno del candidato sindaco di centro-sinistra Fausto Merchiori, risultando eletta consigliere comunale e andando a ricoprire l'incarico di assessore all'ambiente, commercio e turismo, polizia locale e protezione civile, mobilità e trasporti nella giunta di Merchiori. Alle amministrative del 2011 viene rieletta consigliera comunale, ricoprendo il ruolo di capogruppo del Partito Democratico (PD) nel consiglio comunale di Rovigo.
In vista delle elezioni amministrative del 2015 si candida a sindaco di Rovigo, dopo aver vinto le elezioni primarie del centro-sinistra per la scelta del candidato sindaco, sostenuta da PD e le liste civiche Viva Rovigo, Rovigo Cambia Verso e Socialisti e Democratici, risultando con il 23,99% dei voti la candidata più votata al primo turno e accedendo al ballottaggio col candidato di centro-destra leghista Massimo Bergamin (18,64%). Al ballottaggio raccoglie il 40,28% e viene superata da Bergamin con il 59,72%, ottenuto l'appoggio delle liste Obiettivo Rovigo, Area Popolare e Presenza Cristiana. Viene comunque eletta consigliera comunale in quanto candidata sindaco non eletta, venendo anche confermata capogruppo del PD in consiglio comunale.
Alle amministrative del 2019 viene rieletta consigliera comunale di Rovigo, diventando presidente del Consiglio comunale sotto l'amministrazione di Edoardo Gaffeo, ricoprendo la carica fino al 2024.
Alle elezioni politiche anticipate del 2022 viene candidata alla Camera dei deputati, tra la lista Partito Democratico - Italia Democratica e Progressista nella circoscrizione Veneto 2 in seconda posizione, risultando tuttavia la prima dei non eletti. Il 9 luglio 2024 diventa deputata, subentrando ad Alessandro Zan eletto europarlamentare. Nella XIX legislatura è componente della 13ª Commissione Agricoltura e della Commissione parlamentare d'inchiesta sul rischio idrogeologico e sismico del territorio italiano, sull’attuazione delle norme di prevenzione e sicurezza e sugli interventi di emergenza e di ricostruzione a seguito degli eventi calamitosi verificatisi dal 2019, oltre a denunciare più volte i danni del granchio blu sulla produzione di ostriche e presentando un emendamento alla legge di Bilancio 2025 per chiedere di ridurre l'IVA sulle ostriche dal 22% al 10%.
Alle primarie del PD del 2023 sostiene la mozione di Elly Schlein, deputata ed ex vicepresidente della Regione Emilia-Romagna, andando a costituire il relativo comitato locale, che risulterà vincente con il 53,75% dei voti ed entrando a far parte della Direzione nazionale del PD.